# Међународне санкције против Русије 2022.
Међународне санкције против Русије 2022. године уведене су од стране Европске уније, Сједињених Држава, Уједињеног Краљевства и одређеног броја других земаља, након почетка Инвазије Русије на Украјину 24. фебруара 2022. Овим мерама су уведене или значајно проширене санкције које укључују руског председника Владимира Путина, друге чланове руске владе и руске грађане генерално. Неким руским банкама забрањено је коришћење међународног платног система СВИФТ. Ове санкције и бојкот Русије и Белорусије негативно су утицале на руску економију.

## Хронологија санкција
Западне земље и одређени број других земаља увеле су санкције Русији након што је признала независност такозване Доњецке и Луганске Народне Републике, 21. фебруара 2022. године, у говору Владимира Путина. Са почетком инвазије на Украјину 24. фебруара 2022. године, велики број других земаља почео је да примењује санкције са циљем да девастирају руску економију. Санкције су биле широке, циљане на појединце, банке, предузећа, монетарне размене, банковне трансфере, извоз и увоз. Санкције су укључивале искључење великих руских банака из СВИФТ-а, глобалне мреже за размену порука за међународна плаћања, иако би и даље била ограничена доступност, како би се осигурала стална могућност плаћања испорука руског гаса. Санкције су такође укључивале замрзавање средстава Руске Централне банке, која држи 630 милијарди долара девизних резерви, како би се спречило да надокнади утицај санкција. До 1. марта 2022, укупан износ руске имовине замрзнуте санкцијама износио је 1 трилион долара.
Главне мултинационалне компаније, укључујући „Епл”, „ИКЕА”, „Ексон Мобил” и „Џенерал Моторс”, појединачно су одлучиле да примене санкције Русији. Украјина је заједно са владама САД и ЕУ експлицитно позвала глобални приватни сектор да помогне у одржавању санкција, а ЕУ, Велика Британија и Аустралија су такође позвале глобалне дигиталне платформе да уклоне веб сајтове са седиштем у Русији. Неке мултинационалне компаније су се повукле из Русије како би се придржавале санкција и трговинских ограничења које су наметнуле матичне државе, али и по сопственој вољи, мимо онога што је законски прописано, како би избегле економске и репутационе ризике повезане са одржавањем комерцијалних веза са Русијом.
Неколико земаља које су историјски неутралне, као што су Швајцарска и Сингапур,
 увеле су делимичне санкције. Неке земље су такође примениле санкције на белоруске организације и појединце, као што је председник Александар Лукашенко , због умешаности Белорусије у инвазију.
Као одговор на инвазију, немачки канцелар Олаф Шолц суспендовао је гасовод Северни ток 2 и најавио нову политику енергетске независности од Русије. Поред тога, Немачка је испоручила оружје Украјини, што је било први пут да је званично обезбедила оружје другој земљи у рату од краја Другог светског рата. Немачка је такође формирала фонд од 100 милијарди евра за додатне издатке за одбрану. Немачка индустрија је прешла са ослањања на руски природни гас на производњу више енергије из обновљивих извора, увоз гаса и више угља за снабдевање електричном енергијом и грејање, док би нова постројења за производњу електричне енергије могла да се граде.
По доласку на ванредни самит НАТО-а у Брисел 24. марта 2022, амерички председник Џо Бајден је наговестио да ће Русији бити уведене даље економске санкције, укључујући ограничења на коришћење злата руске Централне банке у трансакцијама и нову рунду санкција усмерених на одбрану, компаније, директора највеће руске банке и више од 300 посланика руске Државне думе.
Путин је 27. фебруара 2022. одговорио на санкције и на оно што је назвао „агресивним изјавама“ западних влада, наредивши да се „снаге за одвраћање“ земље — које се генерално подразумевају да укључују њене нуклеарне снаге — ставе на „посебан режим борбене дужности“. Овај нови термин изазвао је одређену забуну у погледу тога шта се тачно мења, али су амерички званичници прогласили то генерално „ескалирајућим“.
Након санкција и критика њихових односа са руским бизнисом, почео је покрет бојкота и многе компаније и организације су одлучиле да добровољно напусте руско или белоруско тржиште. Бојкоти су утицали на многе потрошачке робе, забаву, образовање, технологију и спортске организације.
САД су увеле контролу извоза, нову санкцију усмерену на ограничавање руског приступа високотехнолошким компонентама, како хардверу тако и софтверу, направљеним од било којих делова или интелектуалне својине из САД. Санкција је захтевала да свака особа или компанија која жели да прода технологију, полупроводнике, софтвер за шифровање, ласере или сензоре Русији затраже лиценцу, која је подразумевано одбијена. Механизам спровођења укључивао је санкције против особе или компаније, при чему су се санкције фокусирале на бродоградњу, ваздухопловство и војну индустрију.
Током говора на Генералној скупштини УН у Њујорку 20. септембра 2022, француски председник Емануел Макрон је упитао „ко овде може да брани идеју да инвазија на Украјину не оправдава никакве санкције?“ Он је тврдио да су неутралне државе „равнодушне” према сукобу.
Канада је 9. децембра 2022. увела нове санкције Русији, наводећи као разлог кршење људских права. Одлука укључује санкције против 33 садашња или бивша висока руска званичника и шест субјеката умешаних у наводна „систематска кршења људских права“ против руских грађана који су протестовали против руске инвазије на Украјину.
ЕУ је 16. децембра 2022. увела девети пакет санкција против руске економије . Портпарол белгијске владе је рекао: „Постаје све теже увести санкције које ће довољно погодити Русију, без превелике колатералне штете за ЕУ.”
Од 2014, Европска унија је применила једанаест рунди санкција против Руске Федерације. Последња 11. рунда санкција у јуну 2023. била је усредсређена на предмете двоструке намене као што су компјутерски чипови, као и на покушај да се ограниче трансакције санкционисане робе са брода на брод. Најављено је и више суспензија руских дозвола за емитовање у Европи.

## Санкције
Са почетком инвазије 24. фебруара, Западне земље и одређени број других земаља почео је да примењује санкције са циљем да девастирају руску економију. Санкције су биле широког спектра, а циљале су на појединце, банке, предузећа, монетарне размене, банковне трансфере, извоз и увоз.
Након што је Русија извршила инвазију на Украјину 24. фебруара 2022. године, две државе које раније нису учествовале у санкцијама Јужна Кореја и Тајван (делимично призната држава која није чланица УН), увеле су се у санкције Русији. Сингапур је 28. фебруара 2022. најавио да ће увести банкарске санкције Русији због инвазије на Украјину, чиме је постао прва земља у југоисточној Азији која је увела санкције Русији. Санкције су такође укључивале материјале који би могли да се користе за оружје против Украјине, као и електронику, технолошке уређаје и пратећу опрему, који су наведени у детаљном саопштењу од 5. марта.
Србија, Мексико и Бразил су 25. фебруара и 1. марта 2022. објавили да неће учествовати ни у каквим економским санкцијама против Русије.
Централној банци Русије је 28. фебруара 2022. онемогућен приступ више од 400 милијарди долара девизних резерви које се држе у иностранству, а ЕУ је увела санкције неколицини руских олигарха и политичара. Истог дана Контрола стране имовине САД, забранила је особама из Сједињених Држава да учествују у трансакцијама са Централном банком Русије, Руским фондом за директна улагања (укључујући његовог претходника, ЈСЦ РДИФ, који је раније санкционисан), Руском компанијом за улагања и Кирил Дмитријев , личног савезника Владимира Путина.
Сергеј Алексашенко, бивши заменик руског министра финансија, рекао је: „Ово је врста финансијске нуклеарне бомбе која пада на Русију.” Француски министар финансија Бруно Ле Мер је 1. марта 2022. предвидео да ће Запад замрзнути „скоро 1.000 милијарди долара“ руске имовине, што би изазвало колапс руске економије. До јула 2023. године, руска имовина замрзнута од стране земаља Г7 и ЕУ процењена је на 335 милијарди долара (300 милијарди евра). Експертска група Јермак-Мекфол за санкције против Русије коју је организовао Зеленски објавила је 20. априла 2022. године „Акциони план за јачање санкција против Руске Федерације“. Документ садржи препоруке за међународну демократску заједницу у вези са даљим санкцијама и економским мерама, осмишљеним да примора руско руководство у најкраћем могућем року да оконча рат у Украјини и казни починиоце ратних злочина.
У интервјуу из марта 2022. са дописницом 60 минута Шарин Алфонси, Далеп Синг, тадашњи заменик америчког саветника за националну безбедност , који је претходно осмислио америчке санкције из 2014. као одговор на руску анексију Крима, описао је санкције као „најстроже економске санкције икада изречене према Русији“, назвао их „Путиновим санкцијама“, рекао је да би даље санкције могле да буду усмерене на „командне висине“ руске економије и тврдио да је економија Русије у „слободном паду“ као резултат санкција. Он је додао да САД нису „притискале дугмад да униште економију” и рекао да би санкције требало да имају „моћ да наметну огромне трошкове вашој мети”.

### Фосилна горива и друга роба
Канада је 28. фебруара 2022. забранила увоз руске сирове нафте.
Такође је 8. јуна 2022. забранила услуге руској нафтној, рударској, гасној и хемијској индустрији.
Амерички председник Џо Бајден је 8. марта 2022. наредио забрану увоза нафте, гаса и угља из Русије у Сједињене Државе.
Такође 8. марта 2022, компанија „Шел” је објавила своју намеру да се повуче из руске индустрије угљоводоника.
Швајцарска је главни центар за трговину робом на глобалном нивоу. Као такав, око 80% руске трговине робом иде кроз Женеву, а процењује се да постоји око 40 робних компанија повезаних са Русијом у Цугу. „Гленкор”, „Гунвор”, „Витол”, „Трафигура” и „Лукоил Литаско СА” су компаније за трговину нафтом и робом са уделом у „Росњефту” и „Лукоилу”, две велике руске нафтне компаније. „Магнитогорска железара и челичана (ММК)”, руска компанија у Лугану, такође је главни играч у трговини робом/челиком са Источном Европом.
Европска комисија је у мају 2022. предложила забрану увоза нафте из Русије. Предлог је сведен на забрану увоза нафте морем да би се смирила Мађарска, чији се премијер Виктор Орбан спријатељио са Путином и која 60% своје нафте добија из Русије путем нафтовода. Европски увоз нафте која се испоручује нафтоводом из Русије процењује се на 800.000 барела дневно и изузет је из санкција, а забране осигурања транзита нафте се постепено уводе током неколико месеци. Немачка и Пољска су обећале да ће прекинути испоруке гасовода. Ембарго на сирову нафту почео је у децембру 2022., а нафтне деривате у фебруару 2023.
Као одговор на инвазију Русије на Украјину, Европска комисија и Међународна агенција за енергетику представили су заједничке планове за смањење ослањања на руске енергенте, смањење увоза гаса из Русије за две трећине у року од годину дана, а у потпуности до 2030. године. У априлу 2022, председница Европске комисије Урсула фон дер Лајен рекла је да ће „ера руских фосилних горива у Европи доћи до краја“. Европска унија је 18. маја 2022. објавила планове да прекине ослањање на руску нафту, природни гас и угаљ до 2027.
Дана 2. септембра 2022, група нација Г7 пристала је да ограничи цену руске нафте како би смањила способност Русије да финансира свој рат са Украјином без даљег повећања инфлације. Након тога је уследила Европска унија 6. октобра, која је у својој 8. рунди санкција пристала да стави горњу границу на увоз руске нафте (за Европу и треће земље) са максималном ценом која ће бити постављена 5. децембра 2022. године. Неколико земаља, укључујући Мађарску и Србију добило је велика изузећа од споразума. Према извештају америчког Трезора објављеном у мају 2023. године, санкције су биле успешне у постизању стабилности снабдевања нафтом и смањењу руских пореских прихода. У августу 2023. цена руске нафте је премашила лимит и достигла 73,57 долара по барелу.
Штетни ефекти економских санкција против Русије по европске земље првобитно су оцењени као безначајни у поређењу са утицајем које ове мере имају на руску економију. Међутим, након 2022. године, један број економиста је истакао да ће источноевропске земље са интензивнијим економским односима са Русијом (и Украјином) пре сукоба, доживети више поремећаја у својим економијама. Ови „асиметрични ефекти“ могу бити значајни, посебно за мање земље са домаћом производњом, пошто ове међународне санкције нису утицале само на енергетску индустрију, већ и на пољопривреду и производњу. Након избијања оружаног сукоба 2022. године, цене енергије су нагло порасле, што је допринело енергетској кризи 2021/2022. Док су те цене енергената поново пале 2023. и несташице, посебно природног гаса, попуштале, други фактори су се укључили, као што је озбиљан прекид извоза житарица кроз Црноморски коридор, што је изазвало презасићеност житом у источној Европи, чији пад цена озбиљно угрожава егзистенцију локалних фармера у Пољској, Мађарској и Бугарској.
Турски председник Реџеп Тајип Ердоган је 2022. године рекао да Турска не може да се придружи санкцијама Русији због увозне зависности. Турска је увозила скоро половину свог гаса из Русије. Ердоган и руски председник Владимир Путин планирали су да Турска постане енергетски центар за целу Европу. Према Аури Сабадуш, вишем енергетском новинару који се фокусира на регион Црног мора, „Турска би акумулирала гас од различитих произвођача — Русије, Ирана и Азербејџана, (течни природни гас) и сопствени црноморски гас — а затим би га испразнила и поново га означила како турски купци не би знали порекло гаса. За Турску је поновна продаја руског гаса била ограничена јер је практично немогуће поново конфигурисати токове гаса са Европском унијом. Штавише, испоруке гаса Турској су ограничене јер је гасовод Турски ток радио знатно испод својих 31,5 милијарди кубних метара годишњег капацитета. Кина је, међутим, била вероватнији кандидат за такве маневре. Кина је претекла Јапан као највећи увозник ЛНГ-а и већ је практиковала такве технике поновног означавања гаса руског порекла за извоз.
У марту 2023, када је ЕУ усвојила нове санкције Русији, извоз руских дијаманата у Европу и друге земље остао је непромењен. Док су позиви украјинских држављана и званичника ЕУ да стриктно примењују санкције на дијаманте руског порекла упућени Г7, такве мере су наишле само на слабу подршку европских престоница. У јуну 2023. године објављене су санкције ЕУ против руских извозника дијаманата, међутим, њихова ефикасност је остала сумњива. Слично као на извозним рутама других руских роба, избегавање таквих санкција преко трговаца дијамантима у Индији и другим земљама које не уводе директне санкције, врло је вероватно.
Према експертима, „рупа у преради“ омогућава да се руска нафта транспортује до рафинерија у трећим земљама (као што је Турска, на пример) да би се претворила у друге производе попут дизела или бензина и поново извозила у Европу.
У јулу 2023. Украјина је поново изјавила да вероватно неће обновити уговор о транзиту гаса са „Гаспромом”, који испоручује природни гас директно западној Европи преко Украјине. Тај споразум који се завршава 2024. Кијеву обезбеђује око 7 милијарди долара годишње за 40 милијарди кубних метара гаса. Такво затварање би приморало земље Централне Европе (укључујући Аустрију, Словачку и делимично Мађарску) да траже ресурсе гаса негде другде. Истовремено, шеф „Гаспрома” Алексеј Милер упозорио је „Нафтогас” да ће Русија учинити исто као одмазду за заплену руске државне имовине у Украјини. Испоруке руског гаса Европи би у том случају спале на 10-16б кубних метара годишње.
У октобру 2023. године, Канцеларија за контролу страних средстава Министарства финансија САД, санкционисала је две бродарске компаније због кршења санкција о ограничењу цена на извоз руске сирове нафте као почетак процеса санкционисања прекршилаца санкција за сирову нафту.

### Ваздушни простор
Украјински ваздушни простор је 24. фебруара 2022. затворен за цивилне авионе неколико сати пре почетка руске инвазије, на основу обавештења руског Министарства одбране. Европска агенција за безбедност ваздушног саобраћаја (ЕАСА) издала је информативни билтен о зонама сукоба упозоравајући да би цивилни авиони могли бити погрешно идентификовани или чак директно гађани.
Велика Британија је 25. фебруара објавила затварање свог ваздушног простора за руске авио-компаније. ЕУ и Канада су 27. фебруара затвориле свој ваздушни простор за све руске авионе, укључујући и комерцијалне и приватне авионе. Русија је издала реципрочну забрану, приморавајући многе авиокомпаније да преусмере или откажу летове ка азијским дестинацијама.
 САД су издале сличну забрану 1. марта.
„Аерофлот” је 8. марта обуставио све своје преостале летове ка међународним дестинацијама (осим Минска, Белорусија) због ограничења ваздушног простора и да би се супротставио „ризицима“ да авионе врате закуподавци. Дана 9. марта, да би избегао руски ваздушни простор, „Финер” је започео своје летове ка Азији преко Северног пола, што је први пут да је поларна рута коришћена за комерцијалне летове у последњих 30 година. Анализа рута између Европе и Азије показала је повећане удаљености путовања између 1200 и 4000 км; смањена је учесталост летова ка неким дестинацијама, а друге руте су избачене.
До 29. марта 2022. следеће државе и територије су потпуно затвориле свој ваздушни простор за све руске авио-компаније и приватне авионе регистроване у Русији:
- Албанија
- Ангвила
- Аруба
- Бермуда
- Бонер
- Британска Девичанска острва
- Канада
- Кајманска острва
- Фарска Острва
- Гибралтар
- Гренланд
- Исланд
- Косово[а]
- Молдавија
- Црна Гора
- Монтсерат
- Северна Македонија
- Сједињене Америчке Државе
- Норвешка
- Саба
- Света Јелена
- Свети Еустахије
- Свети Мартин
- Швајцарска (са изузецима за дипломате и представнике Уједињених нација)
- Острва Туркс и Каикос
- Украјина (од 2015.)
- Уједињено Краљевство

 Европска унија
- Аустрија
- Белгија
- Бугарска
- Хрватска
- Кипар
- Чешка
- Данска
- Естонија
- Финска
- Француска
- Немачка
- Грчка
- Мађарска
- Ирска
- Италија
- Летонија
- Литванија
- Луксембург
- Малта
- Холандија
- Пољска
- Португалија
- Румунија
- Словачка
- Словенија
- Шпанија
- Шведска

Поред затварања ваздушног простора под санкцијама, Европска агенција за безбедност ваздушног саобраћаја је 11. априла ставила на црну листу 21 руску авио-компанију из безбедносних разлога, с обзиром да се авиони користе без сертификата о пловидбености, што је кршење Чикашке конвенције и међународних безбедносних стандарда. ЕАСА је појаснила да руски регулатор ваздушног саобраћаја „Росавиатсиа”, није успео да пружи доказе да има капацитет да обавља надзорне активности потребне да би се обезбедила безбедност у ваздушном саобраћају. Америчка Федерална управа за ваздухопловство је такође снизила оцену безбедности Русије, што значи да нису дозвољене никакве нове услуге за САД и никаква сарадња са америчким превозницима.
У мају 2022. Велика Британија је објавила да ће руским авио-компанијама бити забрањено да продају своје слетне слоте на британским аеродромима, у вредности од приближно 50 милиона фунти. Слотови су накнадно прераспоређени другим авио-компанијама.
Крајем маја 2022. године, Управа за цивилно ваздухопловство Кине (ЦААЦ) затворила је свој ваздушни простор за авионе који су поново регистровани у руском регистру кршећи ИЦАО прописе и за које авио-компаније стога нису у могућности да обезбеде одговарајућу документацију.

## Последице по руску економију
У Русији је прва рунда економских санкција као одговор на руску инвазију на Украјину 2022. године имала тренутни ефекат. Руско тржиште акција је 24. фебруара, првог дана инвазије, пало за 39 одсто, мерено Индексом РТС -а, са сличним падом наредних дана. Рубља је пала на рекордно низак ниво пошто су Руси пожурили да размене новац. Московска и Санкт Петербургска берза су суспендоване. Централна банка Русије најавила је своје прве тржишне интервенције од анексије Крима 2014. како би стабилизовала тржиште. Такође је подигао каматне стопе на 20% и забранио странцима да продају домаће хартије од вредности. Санкције су довеле руски суверени фонд у опасност да нестане. У руским градовима забележени су дуги редови и празни банкомати.
У другој рунди санкција, у којој су разне руске банке уклоњене из СВИФТ-а и директним санкцијама руској централној банци, вредност рубље је пала за 30% у односу на амерички долар, на чак 119 ₽/1 долар од 28. фебруара. Руска централна банка је због тога подигла каматне стопе на 20 одсто, у покушају да избалансира рубљу која тоне, привремено је затворила Московску берзу, наложила да све руске компаније продају 80 одсто девизних резерви и забранила странцима ликвидацију имовине у Русији.
У априлу 2022. Русија је снабдевала 45% увоза гаса у ЕУ, зарађујући 900 милиона долара дневно. У прва два месеца након инвазије на Украјину, Русија је зарадила 66,5 милијарди долара од извоза фосилних горива, а на ЕУ је отпадало 71% те трговине.
Руска рубља достигла је највишу процену у односу на амерички долар и евро од 2015. Међутим, ова процена је названа фалсификованим „потемкиновим курсом“ јер санкције спречавају трговину са страним рачунима или валутама. У мају 2022. Руска централна банка је последњи пут смањила своју кључну стопу за 300 базних поена на 11% како би стимулисала локалне инвестиције. Савезни трговински суфицит је повећан због високих цена за извоз руских роба и брзог пада увоза. Руски министар финансија Антон Силуанов изјавио је 27. маја 2022. да ће додатни приходи од продаје природног гаса у износу од 13,7 милијарди евра бити искоришћени за повећање пензионих фондова за пензионисане појединце и породице са децом, као и за „специјалне операције“ у Украјини.
Русија је такође повећала извоз енергије у Кину и Индију како би надокнадила смањене приходе у Европи. Блумберг је известио да је у првој половини 2022. Русија зарадила додатних 24 милијарде долара од продаје енергије тим земљама. Према ММФ-у у свом извештају о Русији од 11. априла 2022. године, предвиђа се да ће руска економија доживети пад реалног БДП-а од -8,5% у 2022. години, уз инфлацију од 21,3% у истој години. Упркос пројектованим контракцијама у неким економским секторима, Русија је до сада успела да избегне неплаћање дуга у страној валути. Руска инфлација је у априлу достигла највиши ниво у последње две деценије од 17,8% на годишњем нивоу, у односу на 16,7% у марту, али је инфлација основних производа као што су храна и гориво била скромна. Раст потрошачких цена је нагло успорио са 7,6% у марту на 1,6% у априлу, у складу са неким западним земљама.
Према извештају „Медузе”, независне публикације из Летоније, грађани Руске Федерације суочени су са растућом инфлацијом и незапосленошћу, скупим кредитима, контролом капитала, ограниченим путовањима и недостатком робе. Аналитичари су идентификовали сличности са условима у деценији након распада Совјетског Савеза 1991. Међутим, према званичним владиним подацима, незапосленост у Руској Федерацији се заправо смањила од рата са Украјином.
Руска ексклава Калињинград суочава се са све већом изолацијом. Извор близак Кремљу рекао је за независни новински сајт на руском језику „Медуза” да „вероватно нема скоро никог ко је задовољан Путином. Пословни људи и многи чланови владе су незадовољни што је председник започео овај рат не размишљајући о размерама санкција. Нормалан живот под овим санкцијама је немогућ“. Али, Владимир Путин је рекао да ће свако ко се вози Мерцедес-Бенз С-класе 600 и конзумира луксузне производе наставити то да ради и у будућности.
Блумберг је 27. јуна 2022. известио да је Русија спремна да плати свој спољни дуг ( еврообвезнице ), први пут од 1918. након Бољшевичке револуције . Према извору, земља је пропустила плаћање дуга због санкција руским банкама. Министар финансија Силуанов одбацио је могући статус неизмирења обавеза као „фарсу”, пошто Русија има довољно средстава да врати дуг. Асошиејтед прес је известио да ће бити потребно време да се потврди званично неплаћање руског спољног дуга. Финансијски аналитичари описали су ситуацију у Русији као јединствену, будући да има велике количине готовине за испуњавање својих дужничких обавеза.
Крајем јула 2022. ММФ је побољшао процену руског БДП-а за 2,5%, али неки економисти виде дугорочни проблем за руску економију и њену отпорност објашњавају само краткорочним повећањем цена енергије. Студија Јејла предвиђа катастрофалне изгледе за руска предузећа ако западне земље буду у стању да одрже санкције против руске петрохемијске индустрије. До сада је Русија била у стању да искористи своју економску моћ тако што је смањила испоруке гаса Европи и искористила своју пољопривредну моћ као највећи глобални извозник пшенице. Западни економисти предвиђају дуготрајне последице за руску економију због изласка великих страних фирми и одлива мозгова, док Русија тврди да је те субјекте заменила домаћим инвестицијама. Дугорочно, руска економија ће зависити од развоја цена енергије из фосилних горива и континуираних економских савеза Русије са земљама које не уводе санкције, укључујући Кину, Блиски исток, Индију, као и нације у Африци и Јужној Америци.
Бруто домаћи производ Русије смањио се за 4% у другом кварталу 2022. године, ревидиран са 6,5%, уз пад у трговини на велико од 15,3%, а у трговини на мало од 9,8%. Упркос текућим санкцијама, 47 од 200 највећих светских компанија још увек није напустило Русију, посебно енергетске компаније и даље инвестирају тамо. Британски енергетски гигант „Шел” и јапанске компаније „Мицуи” и „Мицубиши” држе двоцифрени удео у пројекту нафте и природног гаса Сахалин-2. Путин је 1. јула 2022. године потписао декрет којим се дозвољава влади да заузме пројекат нафте и природног гаса Сахалин-2, али су даљи покушаји да се формално национализују средства међународних компанија паузирали када предлог закона није прошао у Државној думи пре него што је Летња пауза 2022. Према западним аналитичарима, преостале компаније су искусиле притиске експропријације и национализације , али је званично Русија негирала да је заинтересована за такве акције. У августу 2022, руски министар трговине и индустрије Денис Мантуров изјавио је да „нас не занима национализација предузећа или њихово уклањање“. Октобра 2022. одобрена је уредба, којом се руској државној компанији дозвољава да преузме „ЕконМобилов” удео од 30% у пројекту нафте и гаса „Сахалин-1” и да одлучи да ли ће страни акционари, укључујући јапанску „Содеко”, могу задржати своје учешће.
Русија производи скоро исту количину нафте као пре своје инвазије на Украјину 2022. године. Продаја на Блиском истоку и у Азији надокнадила је пад извоза гаса и нафте у Европу, а због више цене Русија је месечно зарађивала 20 милијарди долара у поређењу са 14,6 милијарди долара годину раније (2021). Упркос међународним санкцијама, продаја руске енергије је порасла у вредности, а њен извоз се проширио новим опцијама финансирања и начинима плаћања за међународне купце. Према Институту за међународне финансије , „Русија плива у готовини“, зарађујући 97 милијарди долара од продаје нафте и гаса до јула 2022. Према речима бившег руског извршног директора за енергетику, „дошло је до сазнања да је свету потребна нафта, а да нико није довољно храбар да стави ембарго на 7,5 милиона барела дневно руске нафте и нафтних деривата“.
Према речима бившег првог заменика председника Централне банке Русије Олега Вјугина , санкције уведене Москви због сукоба у Украјини биле су ефикасне само 30%-40% јер је Русија пронашла начине да превазиђе ограничења. Он је потврдио смањење руске економије за 4% у 2022. години због санкција, али је закључио да то није "никаква катастрофа" за Руску Федерацију . Суфицит на текућем рачуну Русије – разлика у вредности између извоза и увоза – растао је због пада увоза, али је упозорио да би даљи ембарго на руски извоз могао да смањи кључне приходе. Он је такође додао да ће се утицај америчке и европске контроле извоза у технолошком сектору осетити са извесним закашњењем.
У октобру 2022, руски извоз сирове нафте у Кину је трећи месец за редом поново надмашио Саудијску Арабију. Према подацима кинеске царине, дошло је до значајног повећања нафтовода Источни Сибир–Тихи океан и поморских пошиљки из руских европских и далекоисточних лука, за 7,6 одсто више него годину дана раније. Повећан извоз руске нафте посебно је значајан током укупног пада од 9,5% увоза сирове нафте у Кину због нижег економског раста.
У децембру 2022. године, када је Европска унија увела свој ембарго на нафту и ограничење цена руске сирове нафте, економски канали су известили о паду руског извоза нафте за 54% у првој недељи. Бројне нафтне компаније више нису користиле руске терете, укључујући корпорацију „Шел” и „ЕконМобил”. Али Русија је већ слала скоро 90% своје нафте у Азију пре него што су санкције спроведене. И бродовласници у Азији су наводно имали мање шансе да транспортују руску нафту након што су европске санкције ступиле на снагу.
Крајем 2022. године, релативна отпорност руске привреде на санкције Запада је тестирана када су финансијске санкције озбиљно утицале на руску „ВТБ банку”, другог зајмодавца у земљи. „ВТБ банка” је замрзнула средства у иностранству у вредности од око 600 милијарди рубаља, а затим је купила „Откритие ФЦ” банку да надокнади губитак (италијанска „Уникредит” је првобитно била заинтересована за преузимање). Банка Русије пристала је на продају за 233 милијарде рубаља у готовини и трезорским обвезницама, чиме је повећана вредност акција ВТБ-а који котира у Москви. Доминантни кредитор „Сбербанке” је, међутим, мање погођен финансијским санкцијама и остварио је квартални профит. Централна банка је најавила спас од 555 милијарди рубаља, а недавном продајом „Откритија” добила је повраћај од 352 милијарде рубаља.
У комбинацији са преласком на обновљиве изворе енергије у Европи, европске санкције против руског угља приморале су Русију да убрза пребацивање свог извоза угља у Азију. Међутим, због ограниченог капацитета Транссибирске железнице овај план постао је уско грло за источну преоријентацију Русије.
Према руским прорачунима, економија земље се смањила за 2,5% у 2022. години, показујући бољу динамику него што су очекивали западни аналитичари. И салдо текућег трговинског рачуна Русије и девизне резерве су значајно порасле због смањеног увоза из западних земаља. Због повећаних издатака за руску инвазију на Украјину 2022. године, Москва је 2022. забележила рекордни буџетски дефицит од 47,3 милијарде долара (2,3% БДП-а). Део смањења трговине са Западном Европом надокнађен је рекордним трговинским билансом са Кином, 190 милијарди америчких долара 2022. 

Руска држава као и њени грађани купили су рекордну количину злата од руских банака 2022. (64 до 67 метричких тона) због неопорезивог профита од продаје злата и економске нестабилности због западних санкција. Злато, чија је вредност значајно порасла крајем 2022. и почетком 2023. године, сматра се још једном окосницом руске економије. Русија покушава да створи стабилне златне резерве, како би оснажила своју спољну трговину у светлу текућих санкција.